# استیزولوبیک اسید
استیزولوبیک اسید (به انگلیسی: Stizolobic acid) یک ترکیب شیمیایی است. 